# مرين
مرين بلدية ومركز دائرة مرين بولاية سيدي بلعباس جزائرية.
مرين واقعة بحوالي 52 كلم جنوب سيدي بلعباس، تتميز بمناظر خلابة. تكثر فيها المنتزهات بين غابات البلوط والصنوبر. مشهورة بزراعة الحبوب يغلب على بلدية مرين طابع جبلي حيث تحيط بها الجبال من الجهة الشمالية والغربية معظم سكانها يعتمدون في حياتهم على الفلاحة وتربية المواش، وترية الدواجن وتربية النحل، كما أن عددالفلاحين يفوق 100 فلاحا أما الموالين فوصل عددهم إلى أكثر من 160 زد على ذلك فإن المنطقة تمتاز بثرة ات حيوانية هامة إذ أن عدد رؤوس الأغنام فاق 05 آلاف رأس ورؤوسي الأبقار يفوق ال 100 رأس أما الماعز
فبلغت 600 رأس وهي ثروة لو استغلت لحققت كثير من النجاحات على الصعيد الفلاحي إلا أن بعض الفلاحين أرجعوا ذلك إلى الظروف الأمنية الاتي مرت بها المنطقة خلال السنوات الفارطة.
ويوجد بالقرية مدرستين ابتدائيتين ومسجد يدرس به القرآن الكريم.عبيدة بن الجراح واكمالية وتم مؤخرا إنشاء الثانوية والشيء الجميل فيها ان تشاهد صورا من أرشيف الثورة التحريرية منازل تعود إلى عهد الكولون بالإضافة إلى ان معضم سكان بلدية مرين من الشباب أي يحتلون نسبة 69 بالمئة،